# Overland (Missouri)
Pour les articles homonymes, voir Overland.
La ville d’Overland est située dans le comté de Saint Louis, dans l’État du Missouri, aux États-Unis. Sa population s’élevait à 16 062 habitants lors du recensement de 2010, estimée à 15 802 habitants en 2016.

## Source
- (en) Cet article est partiellement ou en totalité issu de l’article de Wikipédia en anglais intitulé « Overland, Missouri » (voir la liste des auteurs).